# 5953 Shelton
Az 5953 Shelton (ideiglenes jelöléssel 1987 HS) a Naprendszer kisbolygóövében található aszteroida. Carolyn Shoemaker,  Eugene Merle Shoemaker fedezte fel 1987. április 25-én.